# Einabus
Einabus (àrab: عينابوس, ʿAynābūs) és un vila palestina de la governació de Nablus, a Cisjordània, al nord de la vall del Jordà, 12 kilòmetres al sud de Nablus. Segons l'Oficina Central Palestina d'Estadístiques tenia 2.340 habitants en 2007. Les viles més properes són Huwara i Beita a l'est i Jamma'in al sud. Einabus és governada per un consell de vila de set membres inclòs l'alcalde. En 2005 Nafez Rashdan fou elegit alcalde d'Einabus.

## Història
S'hi ha trobat tombes i antigues cisternes excavades a les roques així com tests de la Mitjana Edat de Bronze, Edat de Ferro, persa, hel·lenístic, romà, croat i aiúbida.
L'assentament a Einabus data de l'era dels jebusites, però els habitants de la vila són descendents de tribus àrabs que emigraren a la zona durant el govern dels califes ortodoxes a Palestina. L'antiga mesquita de la vila fou construïda en aquesta època i era dedicada a Úmar ibn al-Khattab. Fins avui, les olives i les figues segueixen sent fonts principals d'ingressos per als residents d'Einabus.
L'antiga mesquita, Jama al-Arbain, fou inspeccionada en 1928 i 1942, i en una columna es va trobar inscrit el nom Abdallah i la data 625 (=1227-1228 CE).

### Època otomana
La vila fou incorporada a l'Imperi Otomà en 1517 amb la totalitat de Palestina, i en 1596 apareixia en els registres fiscals com a part de la nàhiya de Jabal Qubal del liwà de Nablus. Tenia una població de 49 llars musulmanes i pagava impostos sobre el blat, l'ordi, collites d'estiu, olives i cabres o ruscs.
En 1838, Edward Robinson l'assenyalà en els seus viatges com una vila anomenada Ain Abus. En juny de 1870 l'explorador francès Victor Guérin va trobar que la vila tenia una deu (a la que donava nom) i uns 400 habitants. Per sota de la vila hi havia una vall d'oliveres. En 1882, el Survey of Western Palestine del Fons per a l'Exploració de Palestina descriu la vila (anomenada Ain Abus) com una «petita vila visible sota l'esperó de la muntanya, amb una deu a l'oest i oliveres al sud.»

### Època del Mandat Britànic
En el cens de Palestina de 1922 organitzat per les autoritats del Mandat Britànic de Palestina, Einabus tenia 227 habitants, tots musulmans, que augmentà lleugerament en el cens de 1931 a 244, tots musulmans, en un total de 62 cases.
En 1945 la població era de 340 habitants, tots musulmans, amb 4.011 dúnams de terra, segons un cens oficial de terra i de població. D'aquests, 539 dúnams eren per a plantacions i terra de rec, 2,107 per a cereals, mentre que 29 dúnams eren sòl edificat.

### Època moderna
Després de la de la Guerra araboisraeliana de 1948, i després dels acords d'Armistici de 1949, Einabus va restar en mans de Jordània. Després de la Guerra dels Sis Dies el 1967, ha estat sota ocupació israeliana.